# Каша (округ)
Ка́ша (англ. Cassia) — округ в штате Айдахо. Административным центром является город Берли.

## История
Округ Каша со столицей в городе Альбион был образован 20 февраля 1879 года отделением от округа Овайхи. В 1907 году из округа был выделен округ Туин-Фолс, а в 1913 — Пауэр. 5 ноября 1918 года столица была перенесена в Бёрли, где находится и поныне. Есть две версии происхождения названия округа: либо от фамилии Джона Кэзиера (англ. John Cazier), члена мормонского батальона, либо от растения кассия.

## Население
По состоянию на 2010 год население округа составляло 22 952 человек. С 2000 года население увеличилось на 7,2 %. Ниже приводится динамика численности населения округа.

## География
Округ Каша располагается в южной части штата Айдахо. Площадь округа составляет 6 683 км², из которых 36 км² (0,54 %) занято водой.
|                   | Джером | Минидока, Блейн      | Пауэр |  |
| Туин-Фолс         | север  | Онайда               |       |  |
| Туин-Фолс         | Каша   | Онайда               |       |  |
| Туин-Фолс         | юг     | Онайда               |       |  |
| Элко (шт. Невада) |        | Бокс-Элдер (шт. Юта) |       |  |

### Дороги
- — I-84
- — I-86
- — US 30
- — SH-27
- — SH-77
- — SH-81

### Города округа
- Альбион
- Бёрли
- Декло
- Окли